# 日本臨床腫瘍研究グループ
日本臨床腫瘍研究グループ（にほんりんしょうしゅようけんきゅうグループ、英: Japan Clinical Oncology Group : JCOG）は、厚生労働省がん研究助成金指定研究班を中心とする共同研究グループ。がんに対する標準治療の確立と進歩を目的として多施設共同臨床試験を中心とした臨床研究活動を行っている。13の専門分野別の臨床試験実施グループから構成され、日本全国の約200の医療機関が参加している。

## 研究グループ
肺がん内科進行期肺癌やその他の胸部悪性腫瘍（胸腺腫など）に対する、より効果的な新治療法の確立を目的としている。
肺がん外科主に非小細胞肺癌に対する術前・術後化学療法の比較試験などを行っている。
消化器がん内科切除不能進行・術後再発胃癌を中心に、食道癌、大腸癌での臨床比較試験を展開している。
胃がんグループ胃癌における術前・術後化学療法の比較試験や、手術方法の違いによる比較試験などを行っている。
食道がん食道癌に対する化学療法や同時放射線化学療法の比較試験を行っている。
乳がん乳癌に対するさまざまな化学療法、内分泌療法の比較試験を実施している。
リンパ腫
婦人科腫瘍
大腸がん外科
泌尿器科腫瘍
骨軟部腫瘍
放射線治療
脳腫瘍